# Tissamaharama
Tissamaharama (en singhalais : තිස්සමහාරාමය ; en tamoul : திஸ்ஸமஹாராம) est une ville du Sri Lanka située sur la côte sud de l'île dans la province du Sud au district de Hambantota. En 2011 elle comptait 79 618 habitants.